# Stabiuzzo
Stabiuzzo (Stabiùz in veneto) è una frazione del comune di Cimadolmo, in provincia di Treviso.
Il Santo patrono di Stabiuzzo è Sant'Orsola il 21 ottobre.

## Geografia fisica
Il piccolo abitato si sviluppa a sud del capoluogo comunale, lungo via Stabiuzzo. È compreso a ovest dal corso del fiume Piave (qui si riuniscono i due rami che delimitano le Grave di Papadopoli) e a est dal rio Negrisia suo affluente.
È una zona rurale poco urbanizzata, con vaste aree coltivate a vigneti e una modesta area boschiva lungo l'argine del Piave.

## Storia
Rappresenta uno degli insediamenti più antichi della zona: si ritiene che il primo nucleo si fosse formato attorno a un presidio militare romano lungo la via Postumia (che qui attraversava il Piave tramite un guado se non un ponte). Il toponimo sembra derivare da stabulum "stalla" poiché la stazione era attrezzata per il cambio dei cavalli.
La vicinanza a questa direttrice e al corso del fiume fece di Stabiuzzo un centro di una certa importanza: vi si trovava una pieve, citata nel 1152 tra le pertinenze della diocesi di Treviso (plebs S. Maurilii de Stablucio), e fu sede di un importante mercato.
L'abitato decadde gradualmente per le devastanti alluvioni: le acque distrussero la chiesa e nel 1339 si dovette trasferire il mercato dapprima a Ronchi di Ponte di Piave, quindi a Oderzo dove si svolge tuttora.
Durante la Grande Guerra fu duramente coinvolta nei combattimenti che infuriarono lungo il fronte del Piave.